# Lucas Martina
Lucas Martina (Las Junturas, Córdoba, 19 de febrero de 1980) es un exjugador de baloncesto argentino. Desarrolló una larga carrera como profesional en su país, actuando sobre todo en el Torneo Nacional de Ascenso y el Torneo Federal de Básquetbol. Es hermano del también baloncestista profesional Fernando Martina.

## Trayectoria

### Clubes
| Club                     | País      | Año         |
| ------------------------ | --------- | ----------- |
| Universitario de Córdoba | Argentina | 1998 - 1999 |
| Ben Hur                  | Argentina | 1999 - 2003 |
| El Nacional              | Argentina | 2003 - 2005 |
| Regatas San Nicolás      | Argentina | 2005 - 2006 |
| Unión de Sunchales       | Argentina | 2006 - 2008 |
| Alma Juniors             | Argentina | 2008 - 2009 |
| San Martín de Corrientes | Argentina | 2009 - 2010 |
| Argentino de Junín       | Argentina | 2010 - 2011 |
| Rosario Central          | Argentina | 2011 - 2012 |
| Instituto                | Argentina | 2012 - 2013 |
| Unión de Sunchales       | Argentina | 2013 - 2014 |
| Ferrocarril Patagónico   | Argentina | 2014        |
| Unión de Sunchales       | Argentina | 2014 - 2016 |
| Atlético Rafaela         | Argentina | 2016 - 2017 |
| Unión de Sunchales       | Argentina | 2018 - 2019 |